# 석창우
석창우(石敞宇, 1955년 5월 22일 ~ )는 대한민국의 전기기사 출신 장애인 화가이다. 절단 장애인이지만 의수를 이용해 그림을 그린다.
1. ↑  https://www.yangsanilbo.com/news/articleView.html?idxno=96028